# Шікхара

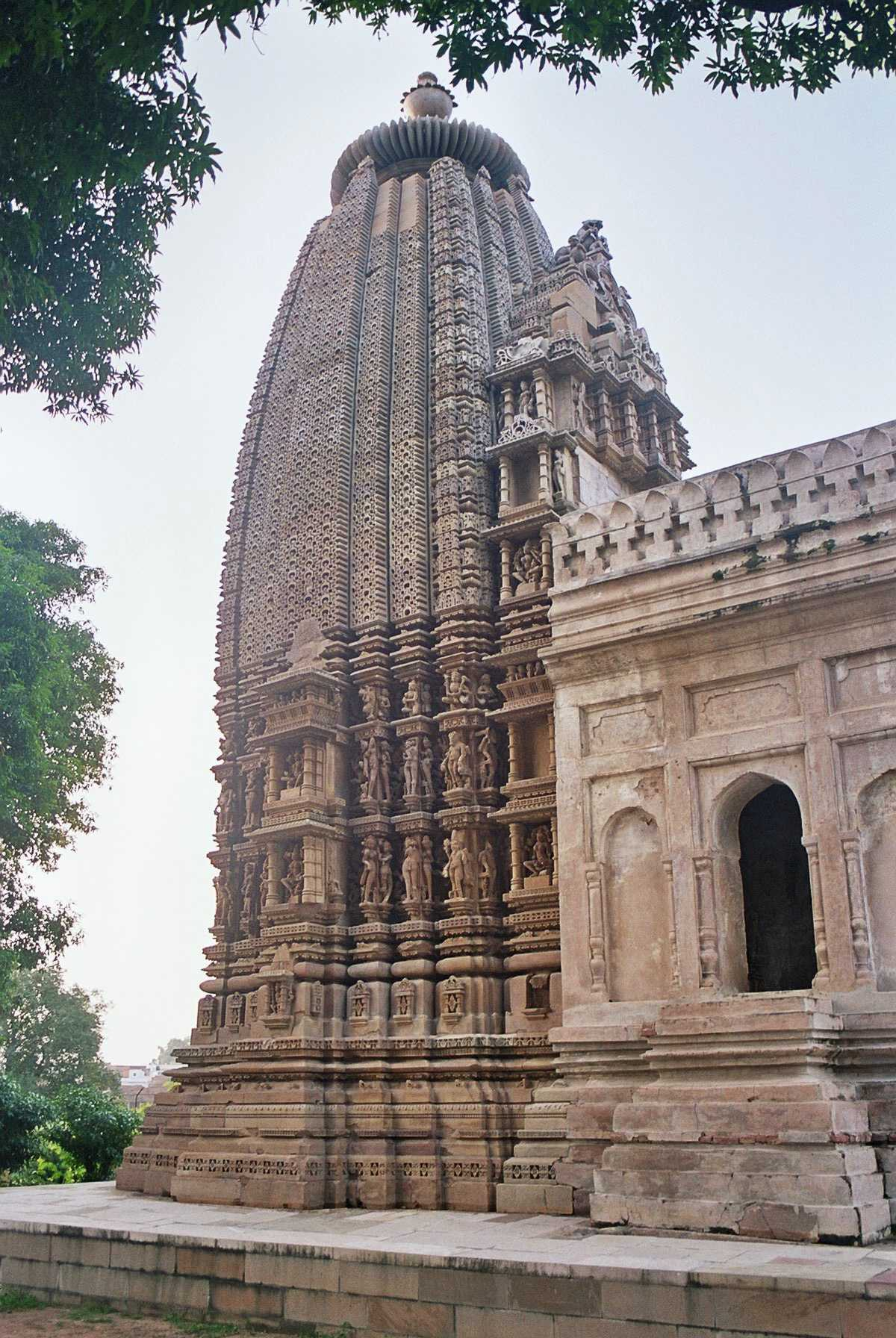
Шікхара. Храмі Кандарії Махадевої, Кхаджурахо, Індія

Шікхара (Śikhara IAST — «гірська вершина» (санскрит)) — башта індійського храму, характерна для архітектури північної частини Індії.
Шікхара більш ніж Свята із Святих, де домінуюче божество є одним із найпомітніших частин індуїстських храмів північної Індії.
На Півдні Індії рівнозначним словом для шікхара є вімана. Їх не потрібно плутати з вишуканими надбрамними баштами південно-індійських храмів, які мають назву гопура і можливо є найбільш виразними рисами тих храмів.

## Стилі
Серед декількох стилів храмових шпилів, які можна побачити в архітектурі індуських храмів найбільш розповсюдженими є три, а саме:
- Дравідський стиль, який широко розповсюджений на Півдні Індії. Надбудова складається з ярусів, які поступово зменшуються в вигляді східчастої піраміди, з чітко виділеними поперечними поясами.[2]
- Стиль нагара переважає майже всюди. Для цього типу індуського храму характерна надбудова в вигляді вулика з параболічними рисами та з приплесканим кільцем зверху.
- Стиль весара — гібридний стиль двох попередніх, зустрічається частіше в Карнатакі і найбільше у храмах періоду Хойсала, а пізніше і в храмах епохи Чалукїв. В кожному з храмових шпилів шикхар/віман будову увінчує «Калаша» чи святе вмістище з міді у формі глека, розташованого на верхівці.

У стилі весара купол стараються прикрасити, як зазвичай, багато, де орнамент йде з верху по портику невеликого вестибюля чи вигадливо вирізьблений горизонтально на зовнішніх стінах храму.

## Допоміжні башти
Спочатку храмові шпилі були одноманітні, але з часом інші надбудови (інколи їх називають допоміжними) стали менші і вужчі, розташовувались по боках головного храмового шпилю.
Вони різні самі по собі. Деякі допоміжні храмові шпилі інколи розташовуються по боках стіни будівлі. Одним з найцікавіших прикладів неодноманітних храмових шпилів є храм Кандарії Махадевої в Кхаджурахо.